# Norman Rockwell
Norman Percevel Rockwell, född 3 februari 1894 i New York i New York, död 8 november 1978 i Stockbridge i Massachusetts, var en amerikansk målare och illustratör, verksam på The Saturday Evening Post 1916–1963. Hans folkliga sätt att avbilda amerikanskt vardagsliv gjorde honom enormt populär och gav upphov till uttrycket "Norman Rockwell family".
Rockwell var en produktiv konstnär som producerade mer än 4 000 originalverk under sin livstid. De flesta av hans bevarade verk finns i offentliga samlingar. Rockwell fick också i uppdrag att illustrera mer än 40 böcker, inklusive 
Tom Sawyer och Huckleberry Finn samt att måla porträtten för presidenterna Eisenhower, Kennedy, Johnson och Nixon, och Judy Garland, samt porträtten av utländska personer, inklusive Gamal Abdel Nasser och Jawaharlal Nehru, ett av hans sista porträtt var av överste Sanders 1973. 
Hans årliga bidrag för pojkscouternas kalendrar mellan 1925 och 1976, (Rockwell var 1939 mottagare av Silver Buffalo Award, den högsta vuxenutmärkelsen som ges av Boy Scouts of America), överskuggades bara av hans mest populära kalenderverk: "Four Seasons"-illustrationerna för Brown & Bigelow som publicerades i 17 år med början 1947 och reproducerades i olika stilar och storlekar sedan 1964. 
Han skapade konstverk för annonser för Coca -Cola, Jell-O, General Motors, Scott Tissue och andra företag. Illustrationer för häften, kataloger, affischer (särskilt filmkampanjer), notblad, frimärken, spelkort och väggmålningarna "Yankee Doodle Dandy" och "God Bless the Hills", som färdigställdes 1936 för Nassau Inn i Princeton, New Jersey var några av Rockwells kända verk som illustratör.

## Eftermäle
Asteroiden 10189 Normanrockwell är uppkallad efter honom.

## Galleri

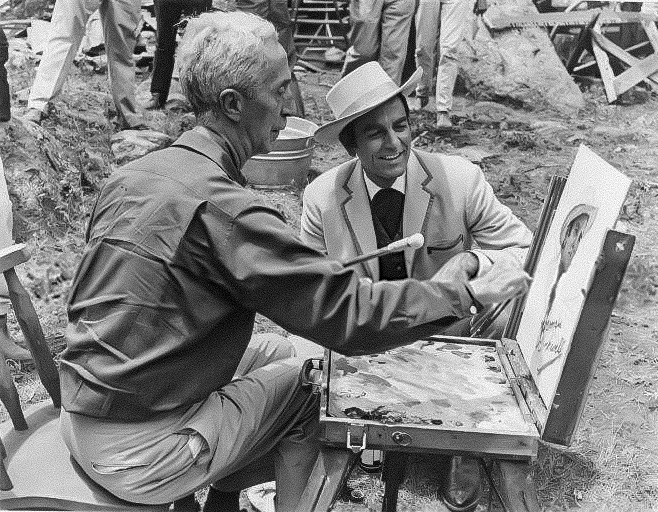
Norman Rockwell målar skådespelaren Mike Connors porträtt i filmen Stagecoach 1966.
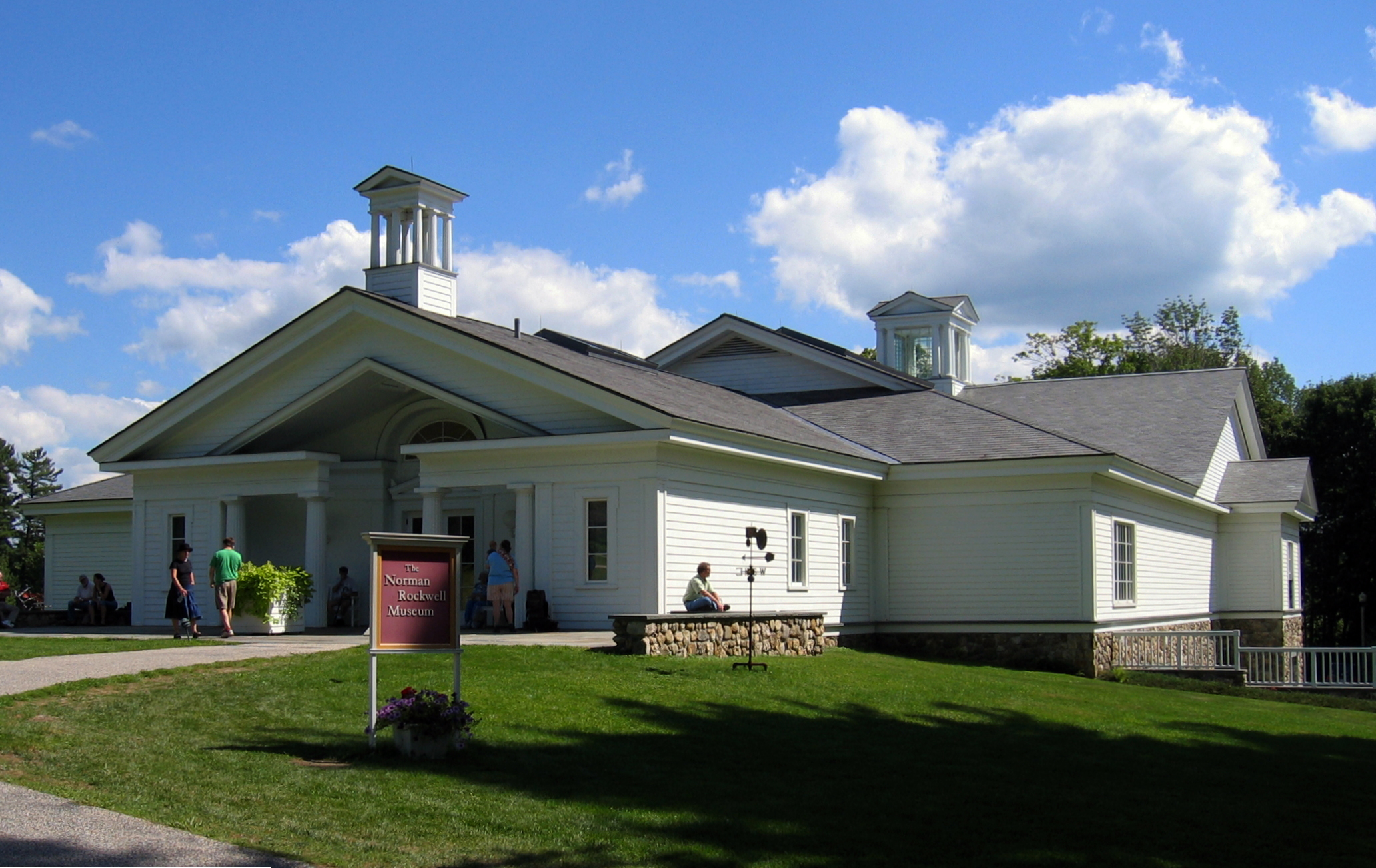
Norman Rockwell Museum i Stockbridge, Massachusetts.
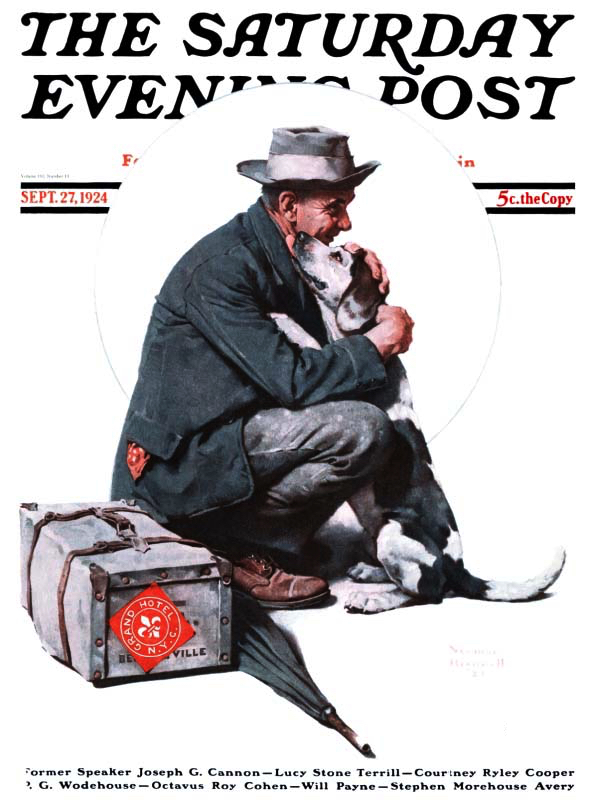
Omslag på Saturday Evening Post 1924.
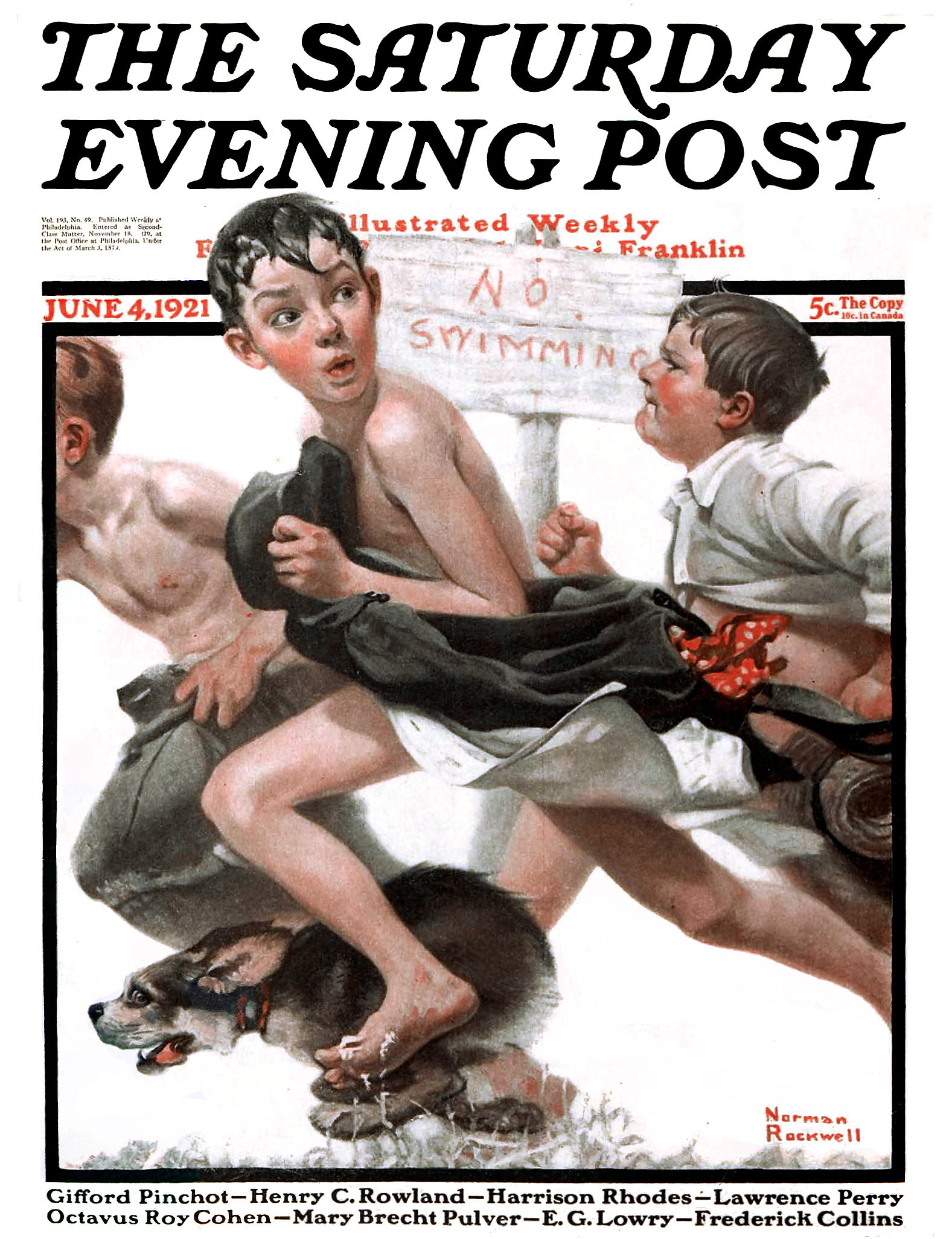
Omslag på The Saturday Evening Post 1921.
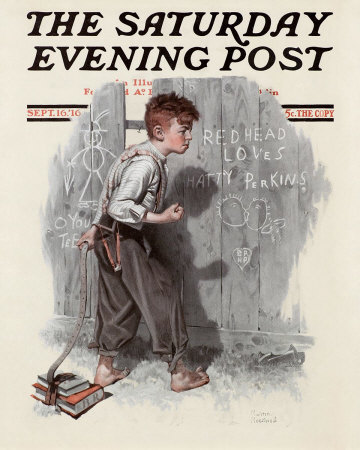
Redhead loves Hatty Perkins 1916.
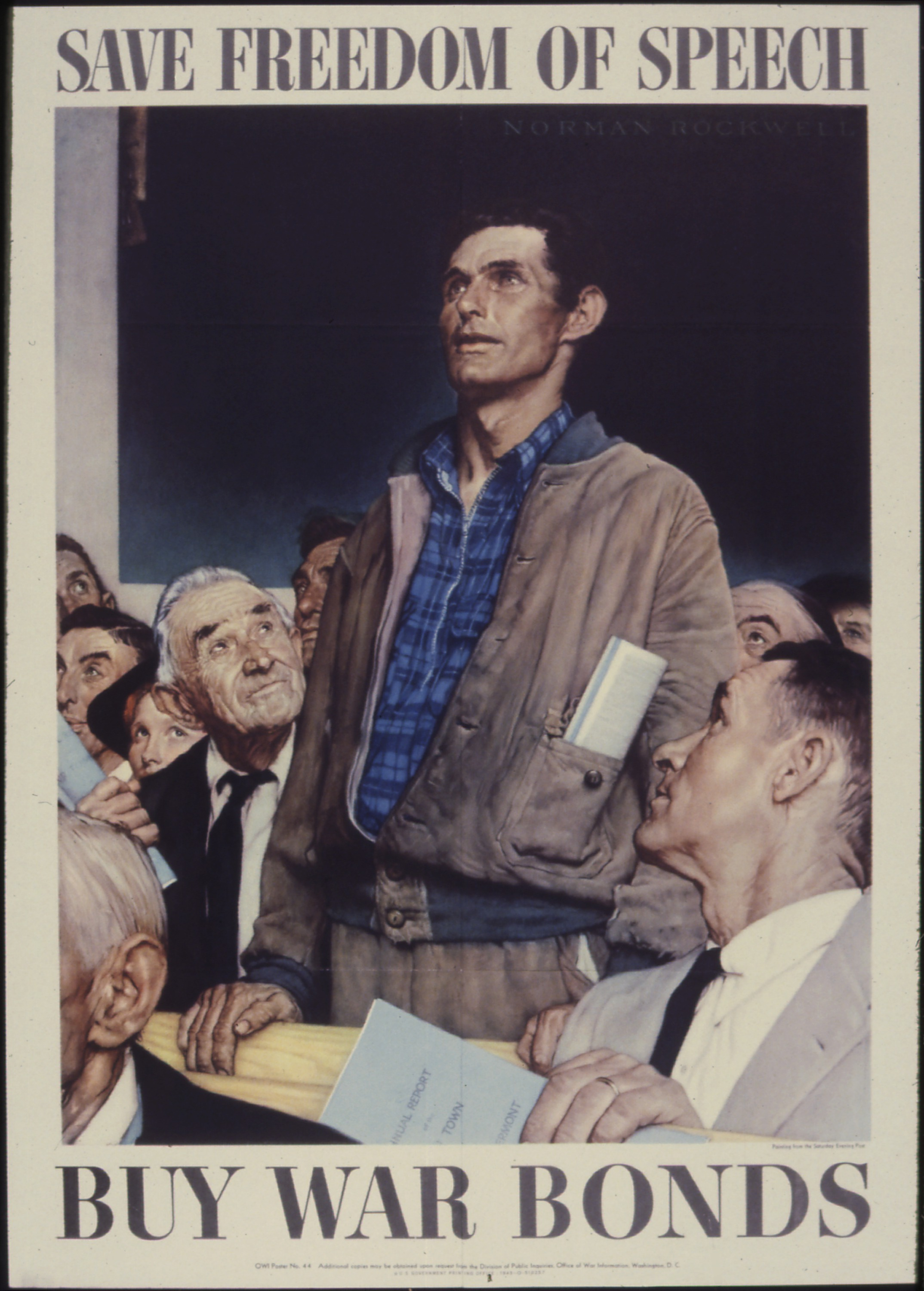
"Save Freedom of Speech" ca 1943.
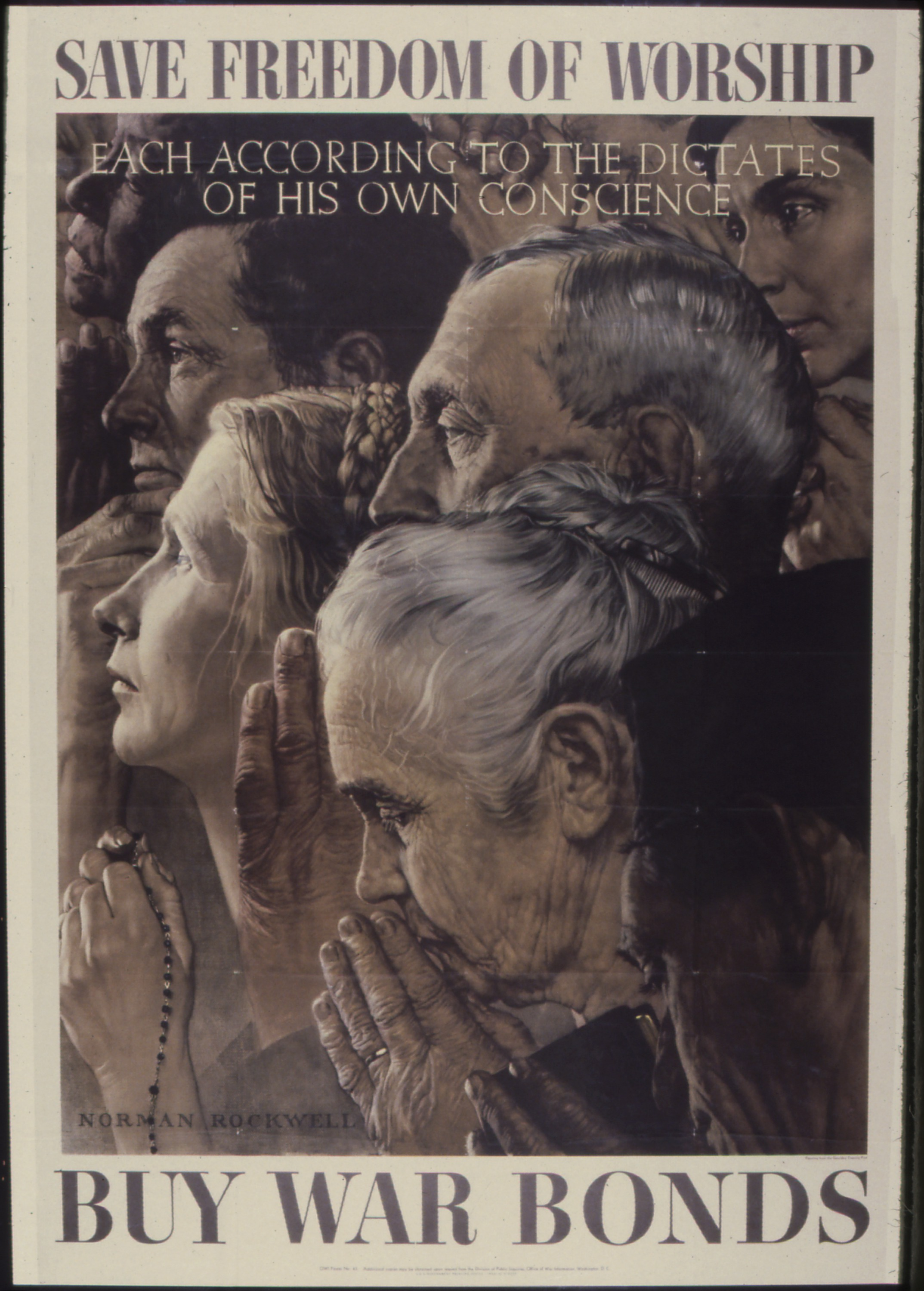
"Freedom of Worship" ca 1943.